# Clandestine Blaze
Clandestine Blaze är ett finskt black metal-band som grundades år 1998 i Lahtis. Bandet är ett enmansprojekt och dess enda medlem är Mikko Aspa som sjunger och spelar alla instrument. Han är även medlem i bland annat Deathspell Omega, Creamface, Fleshpress, A.M., Grunt, Clinic of Torture, Alchemy of the 20th Century, Vapaudenristi och Nicole 12, samt ägare av skivbolagen Northern Heritage och Freak Animal Records. Vid sidan av hans musikaliska aktiviteter äger Aspa CF Productions, som producerar de pornografiska tidningarna Erotic Perversion och videorna Public Obscenities. Clandestine Blaze har framfört några liveshower mellaan 2015 och 2016 med tillfälliga livemedlemmar.
Bandet råa och brutala sound påminner starkt om tidiga 90-talets black metal, Aspa har i övrigt nämnt Darkthrone, Bathory, Beherit och Burzum som största inspirationskällor. Låttexterna tar upp tunga ämnen som krig, misantropi och kritik mot abrahamiska religioner samt mer kontroversiella ämnen som bland annat rasism, vit makt, socialdarwinism och antisemitism. Detta plus Aspas kopplingar till nationalsocialistiska black metal-scenen har gjort honom till en kontroversiell figur och han har bland annat anklagats för högerextremism. 

## Medlemmar
Nuvarande medlem
- Mikko Aspa – sång, alla instrument (1998–)

Turnerande medlemmar
- Darkside (Maciej Kowalski) – trummor (2015–2016)
- M. (Mikołaj Żentara) – gitarr (2015–2016)
- E.V.T. (Piotr Dziemski) – gitarr (2015–2016)
- The Fall (Michał Stępień) – basgitarr (2015–2016)

## Diskografi
Demo
- 1998 – Promo '98
- 2001 – There Comes the Day...
- 2002 – Below the Surface of Cold Earth
- 2002 – Blood and Cum
- 2002 – Goat - Creative Alienation
- 2002 – There Comes the Day...

Studioalbum
- 1999 – Fire Burns In Our Hearts
- 2000 – Night of the Unholy Flames
- 2002 – Fist of the Northern Destroyer
- 2004 – Deliverers Of Faith
- 2006 – Church of Atrocity
- 2010 – Falling Monuments
- 2013 – Harmony of Struggle
- 2015 – New Golgotha Rising
- 2017 – City of Slaughter
- 2018 – Tranquility of Death
- 2021 – Secrets of Laceration
- 2023 – Resacralize the Unknown

EP
- 1999 – On the Mission

Samlingsalbum
- 2008 – Archive vol. 1
- 2008 – Archive vol. 2
- 2008 – Archive vol. 3

Annat
- 2001 – Clandestine Blaze / Deathspell Omega (delad album, 12" vinyl)
- 2003 – Primitive Finland (delad album: Clandestine Blaze / Annihilatus / Baptism / Bloodhammer / Incriminated / Blasphemous Evil)
- 2004 – Clandestine Blaze / Satanic Warmaster (delad album, 12" vinyl)
- 2005 – Crushing the Holy Trinity (delad 3 CD box: Clandestine Blaze / Deathspell Omega / Musta Surma / Stabat Mater / Exordium / Mgła)